# Amirhosejn Esfandijar

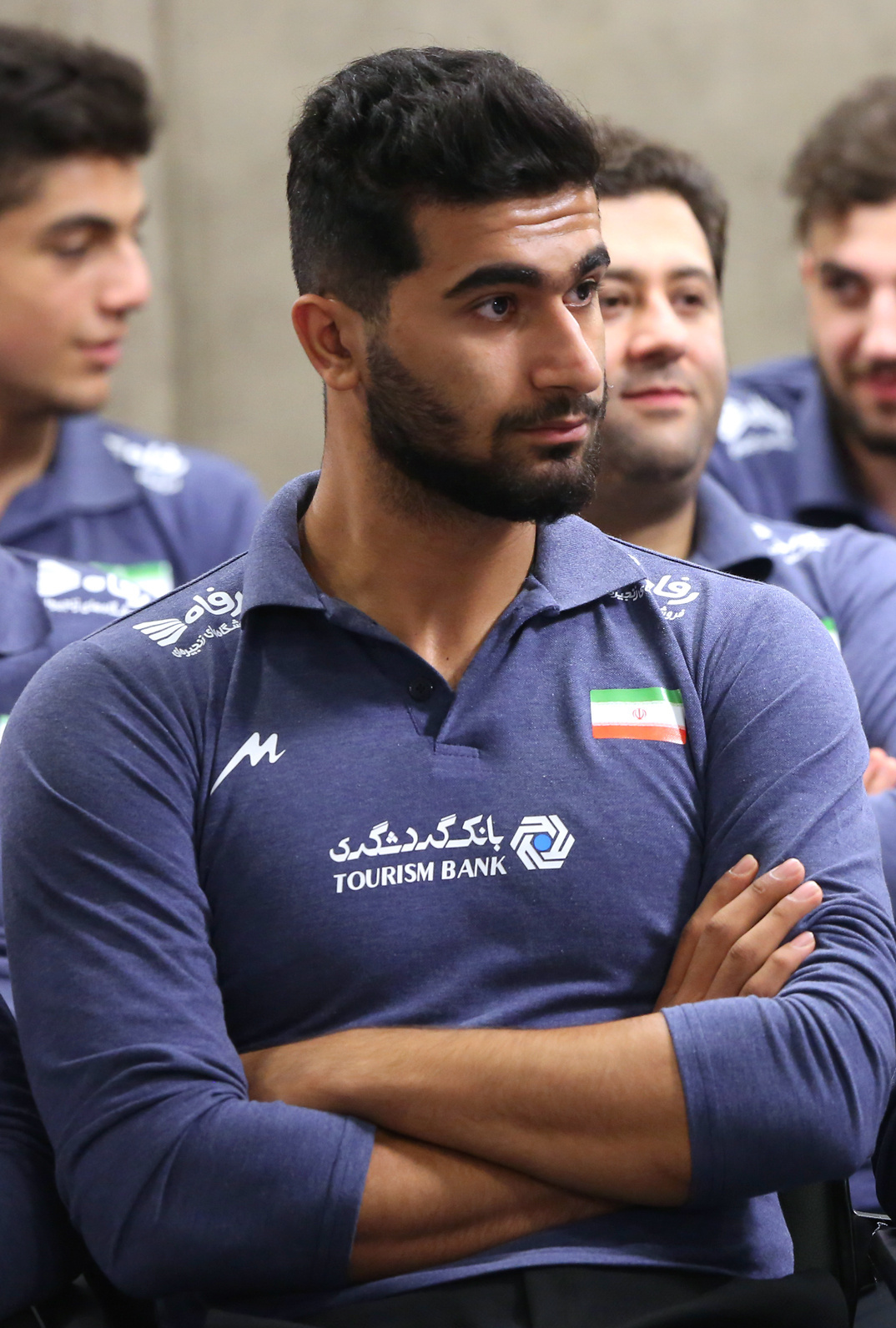
Amirhosejn Esfandijar reprezentantem Iranu w 2019 roku

Amirhosejn Esfandijar (ur. 24 stycznia 1999 w Amolu) – irański siatkarz, grający na pozycji przyjmującego, reprezentant Iranu. 

## Sukcesy klubowe
Liga belgijska:
- 2021

Klubowe Mistrzostwa Azji:
- 2024[3]

Liga irańska:
- 2025[4]

## Sukcesy reprezentacyjne
Mistrzostwa Azji Kadetów:
- 2014[5]

Mistrzostwa Świata Kadetów:
- 2017[6]
- 2015

Mistrzostwa Azji Juniorów:
- 2018[7]
- 2016

Puchar Azji:
- 2018

Mistrzostwa Azji:
- 2019[8], 2021

Mistrzostwa Świata Juniorów:
- 2019[9][10]

Igrzyska Azjatyckie:
- 2022[11]

## Nagrody indywidualne
- 2014: Najlepszy przyjmujący Mistrzostwa Azji Kadetów
- 2016: Najlepszy przyjmujący Mistrzostwa Azji Juniorów
- 2017: MVP i najlepszy przyjmujący Mistrzostw Świata Kadetów[12]
- 2018: MVP Mistrzostwa Azji Juniorów
- 2019: MVP Mistrzostw Świata Juniorów[13]
- 2024: Najlepszy przyjmujący Klubowych Mistrzostw Azji[14]